# Емма Чедвік
Емма Чедвік, уроджена Амалія Гільмі Лоустадт (швед. Emma Chadwick; 10 серпня 1855, Стокгольм — 2 січня 1932, Авіньйон) — шведська художниця. Спеціалізувалася на побутових сценах та портретах.

## Біографія

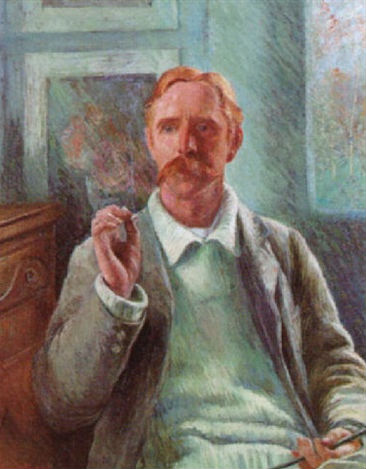
Френсіс Брукс Чадвік. Портрет написаний дружиною Еммою Чадвік

Емма Чедвік була онукою мініатюриста і гравера Карла Теодора Лоуштадта (Carl Theodor Lowstadt). Народилася вона в Стокгольмі, де пізніше навчалася в художній академії. Потім вирушила в Париж, щоб закінчити навчання. Навчалася в Академії Жюліана, мала успіх в художніх салонах. Літо проводила в художній колонії в Грез-сюр-Луен, куди приїжджали художники, такі як Карл Ларссон та інші шведи.
Одного разу вона познайомилася з американським художником Френсісом Бруксом Чедвіком. Вони одружилися, купили в колонії готель і в літні місяці брали там багатьох художників. Емма любила подорожувати і, поки чоловік малював для себе, вона замальовувала сцени зі своїх подорожей. Підтримувала дружні стосунки з Андерсом Цорном і його дружиною.
Художниця відома своїми портретами і жанровими творами. Брала участь в декількох паризьких виставок, на Всесвітніх виставках у Парижі в 1889 і 1900 році, виставці в Чикаго в 1893 році.
Емма Чедвік померла 2 січня 1932 року в Авіньйоні.
Картини художниці зберігаються в Національному музеї в Стокгольмі, музеї Лінчепінга, в приватних колекціях.